# 上田悦子 (ロボット工学者)
上田 悦子（うえだ えつこ、1961年 - ）は、日本のロボット工学者・情報工学者。大阪工業大学ロボティクス＆デザイン工学部ロボット工学科元教授。工学博士（奈良先端科学技術大学院大学）。IEEE関西支部WIE AG(Women in Engineering Affinity Group) 2019/2020チェア。日本機械学会ROBOMECH2021実行委員会副委員長。 
専門は、知能ロボティクス・ヒューマンモデリング、感性情報学・プログラミング（特にPython）、コンピュータビジョン（特にOpenCV)など。
主な所属学会は、日本ロボット学会、IEEE、計測自動制御学会、日本臨床バイオメカニクス学会など。

## 経歴
2003年奈良先端科学技術大学院大学情報科学研究科情報システム学専攻博士課程修了後、同大学助手などを経て、2015年大阪工業大学に着任。2017年同大学ロボティクス＆デザイン工学部システムデザイン工学科教授。
2021年同学部ロボット工学科教授、学科長。2023年大阪工業大学退官。
IEEE関西支部 WIE AG(Women in Engineering Affinity Group)2019/2020チェアを務めるなど、特に女性エンジニアの育成に貢献した。
小中高生向けロボット・プログラミングの啓蒙活動の一環として、
プログラミング講座（奈良学園小学校2020) やロボットワークショップ（高槻高校2018）など行なっている。また、市民向けにも大阪工業大学梅田キャンパスにて、「Stream Cafe2020 -Robotics（第3回）-人とロボットの共存を目指して」の講師を務めている。

## 主な著書
- 「これからのロボットプログラミング入門 Pythonで動かすMINDSTORMS」 EV3[7]（共著、講談社2020、学術書）
- 「Win32API完璧マスタ―Visual C++プログラミング」
- 「OpenCVによるコンピュータビジョン・機械学習入門」（共著、講談社  2017、学術書）

## 主な研究
- ロボットをエレガントに動かす人間動作の優美さ計測とモデリングの研究 〜 感性ロボティクス
- モーションキャプチャデータの分離に基づく動作の優美さ特徴抽出
- 古典舞踊動作が作る曲面形状の複雑さが印象評価に及ぼす影響
- ROSを用いた移動ロボットによる園芸施設内の環境測定
- ドローンと簡易FSによる圃場環境測定システム
- 小型エッジデバイス（ソニーSPRESENSEなど）を用いた児童・生徒の行動計測システムの構築